# 돌스 (Dolls)
《돌스 (Dolls)》은 대한민국의 여성 음악 그룹 나인뮤지스의 두 번째 싱글 《DOLLS》의 타이틀 곡이다. 2013년 1월 24일에 발표하였다.

## 평가
| 전문가 평가 | 전문가 평가 |
| 평가 점수   | 평가 점수   |
| 출처        | 점수        |
| ----------- | ----------- |
| 이즘        | 3/별        |

이즘의 이수호는 "댄스 넘버로는 모자람이 없다. 이런 매력적인 곡에 만큼은 그에 어울리는 다른 스토리를 붙였다면 어땠을지 한번 생각해본다."며 별점 만점 5점 중 3점을 부여했다.

## 차트 성적
음원 부문에서는 가온 디지털 차트 주간 17위, 월간 32위를 기록하였다.